# Valfermoso de Tajuña
Valfermoso de Tajuña es un municipio y localidad española de la provincia de Guadalajara, en la comunidad autónoma de Castilla-La Mancha. El término municipal, ubicado en la comarca de La Alcarria, tiene una población de 75 habitantes (INE 2024). La localidad está situada en el pico de una meseta dominando la vega del río Tajuña.

## Símbolos
El escudo heráldico que representa al municipio se define con el siguiente blasón aprobado oficialmente el 22 de abril de 1991:

Escudo español, de gules, un castillo de oro, aclarado de azur, terrasado de sinople, sobre ondas de plata y azur; acompañado de dos trazos de soga de oro. Al timbre, Corona Real cerrada.
Diario Oficial de Castilla-La Mancha nº 34 de 30 de abril de 1991

## Geografía

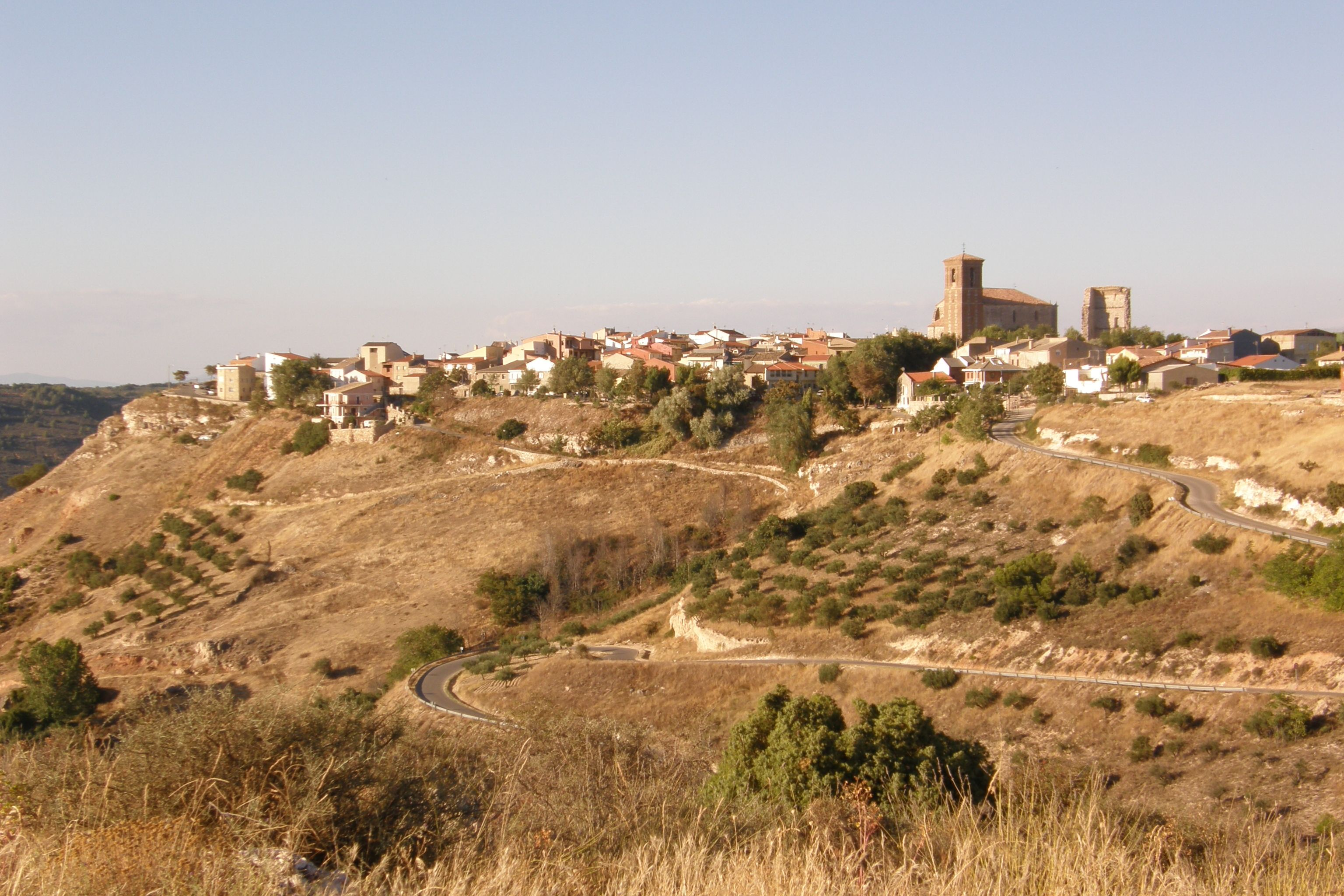
Vista de la localidad

La localidad se encuentra situada a una altitud de 961 m sobre el nivel del mar al noreste de la capital de la provincia.
| Noroeste: Valdeavellano      | Norte: Valdeavellano | Noreste: Brihuega |
| Oeste: Lupiana y Guadalajara |                      | Este: Irueste     |
| Suroeste: Lupiana            | Sur: Romanones       | Sureste: Irueste  |

En el municipio se encuentra el "Balcón del Tajuña", con vistas panorámicas del valle del Tajuña; antiguamente se denominó «Peñasco» y fue construido por los habitantes del pueblo.

## Historia
Valfermoso de Tajuña era conocido antiguamente como Valfermoso de las Sogas, porque su población se dedicaba mayoritariamente a esta industria y manufactura. Fue reconquistada por los cristianos a finales del siglo XI. Y perteneció al Común de Villa y Tierra de Hita.
Diego Hurtado de Mendoza heredó de su sobrina, doña Catalina Laso de Mendoza, hija del malogrado Pedro Laso de Mendoza y Condesa de Medinaceli, la villa de Valfermoso de las Sogas. (Tomo este dato del testamento de don Diego (Osuna, leg. 1762-6, núms. 1 a 7)). A su muerte, quedó dictado que pasase a su Hijo Juan. "Quedase para Juan, por legítima parte, las villas de Beleña y Valfermoso de las Sogas, ambas vinculadas a los sucesores de don Juan"
A mediados del siglo XIX, la villa tenía contabilizada una población de 657 habitantes. Aparece descrita en el decimoquinto volumen del Diccionario geográfico-estadístico-histórico de España y sus posesiones de Ultramar de Pascual Madoz de la siguiente manera:

VALFERMOSO DE TAJUÑA: v. con ayunt. en la prov. de Guadalajara (3 leg.), part. jud. de Brihuega (5), aud. terr. de Madrid (13), c. g. de Castilla la Nueva, dióc. de Toledo (25). sit. en llano, sobre la cúspide de un cerro, con buena ventilacion, agradables vistas y clima sano: tiene 200 casas; la consistorial, buen edificio con soportales; una posada pública; escuela de instruccion primaria, frecuentada por 70 alumnos, á cargo de un maestro dotado con 1,200 rs.; un pósito nacional, con el fondo de 700 fan. de trigo; una igl. parr. (San Pedro Apóstol) servida por un cura, un teniente cura y un capellan; hay 4 hermosas fuentes de abundantes y buenas aguas: confina el térm. con los de Balconete, Lupiana, Val de Avellano y Romancos; dentro de él se encuentran varios manantiales y las ermitas de La Soledad, La Virgen de la Vega y San Roque: el terreno atravesado por el Tajuña, sobre el que hay un hermoso puente de piedra, y por un arroyo que desagua en aquel, es de buena calidad y participa de quebrado y llano; hay un buen monte de roble de canuto bajo. caminos: los locales. correo: se recibe y despacha en la cab. del part. prod. cereales, legumbres, aceite, vino, leñas de combustible y buenos pastos con los que se mantiene ganado lanar, cabrio, vacuno, mular, yeguar y asnal. ind.: la agrícola y un molino harinero. pobl.: 135 vec., 657 alm. cap. prod.: 2.415,625 rs. imp.: 193,250. contr.: 12,874.
(Madoz, 1849, p. 457)

## Demografía
Valfermoso de Tajuña cuenta con una población de 75 habitantes (INE 2024).
| Gráfica de evolución demográfica de Valfermoso de Tajuña entre 1842 y 2021                                          |
| |
| Población de derecho según los censos de población del INE Población de hecho según los censos de población del INE |

## Patrimonio
- Ruinas del castillo de Valfermoso, de mediados del siglo XV. Fue construido por Pedro Laso de Mendoza. La planta y estructura originales se asemejaban a las del castillo de Torija. Solo quedan ruinas del gran murallón de la torre mayor, las bases de dos torreones esquineros y los fundamentos de sus muros, y el gran aljibe de origen árabe, hoy museo. En 2002 y 2003 se realizaron obras de acondicionamiento de los alrededores de la torre del homenaje, se derribaron edificaciones posteriores, se soló del patio de armas y se acondicionó el aljibe, entre otras actuaciones.

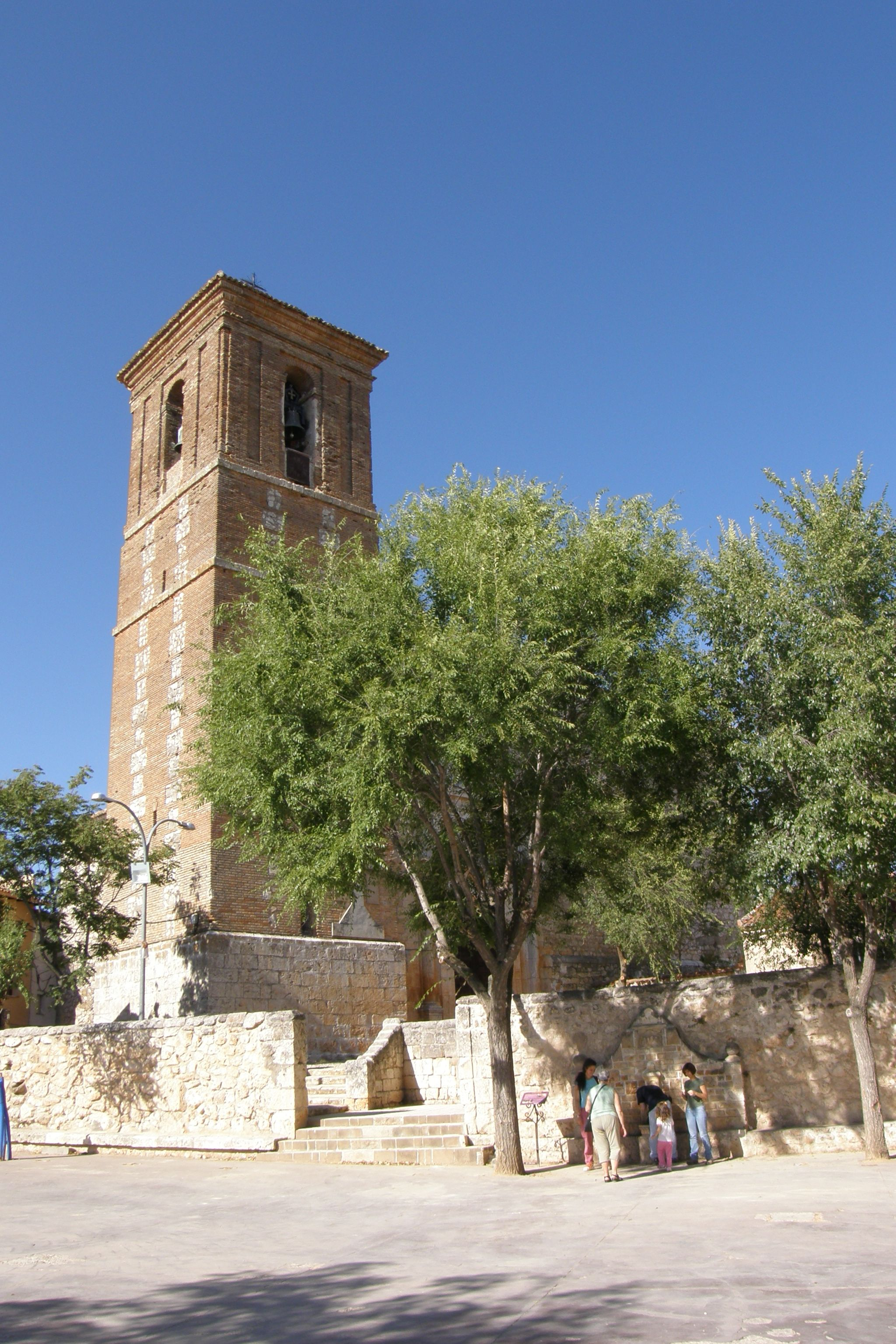
Iglesia de Valfermoso de Tajuña

- Iglesia de Valfermoso de TajuñaIglesia parroquial bajo la advocación de San Pedro Apóstol.[5] Se trata de una obra del siglo XVI, de grandes dimensiones, semivacía porque perdió casi todos sus bienes en la Guerra Civil, salvo una gran cruz de plata repujada y altar, del siglo XVI. El acceso es una bella portada renacentista.
- El antiguo molino.
- La antigua almazara.
- Frontón viejo.
- Las Heras.
- Las fuentes.
- Las bodegas excavadas en cuevas.

## Fiestas y tradiciones
- Virgen de la Vega, último domingo de mayo, romería en favor de la virgen y comida campera alrededor de la ermita.
- San Fulcito, últimos sábado, domingo, lunes, martes y miércoles de agosto. San Fulcito se celebra el domingo con una misa seguida de una solemne procesión por las calles del pueblo. Durante los días de fiesta destacan los festejos taurinos, también destaca los juegos populares con la participación ciudadana, las peñas y el baile con distintas orquestas por las noches.También destaca la gran cena de hermandad que realiza todo el pueblo el último día de la fiesta, dónde algunas de las reses utilizadas para las capeas, son cocinadas por las mujeres del pueblo casi a la antigua usanza y son degustadas en la plaza principal del pueblo.
- Fiesta del Toro Revolao, mediados de octubre. Tradicional suelta de toros por el campo.
- Entre los juegos locales se encuentran el juego de pelota y el juego de bolos castellanos.